# آنی دی‌فرانکو
آنی دی‌فرانکو (به انگلیسی: Ani DiFranco) (زادهٔ ۲۳ سپتامبر ۱۹۷۰) موسیقی‌دان آمریکایی است که تاکنون بیش از ۲۰ آلبوم از او منتشر شده. موسیقی دی‌فرانکو بیشتر در سبک‌های فولک راک و آلترنتیو راک جای می‌گیرد هرچند که در آلبوم‌های نخستین خود سبک‌های پانک راک، فانک و جاز را نیز تجربه کرده است.

## فعالیت هنری
آنی دی‌فرانکو یک فعال و موسیقیدانی فمینیست دانسته می‌شود. او در ترانه‌های خود به مسائل جامعهٔ امروز مانند نژادپرستی، تبعیض جنسی، سوء استفاده جنسی، هوموفوبیا، حقوق باروری و جنگ می‌پردازد.

## زندگی شخصی
دی‌فرانکو خود را یک دوجنس‌گرا معرفی می‌کند و ترانه‌هایی دربارهٔ عشق به مردان و زنان نوشته است. او در سال ۱۹۹۸ با اندرو گیلچریست در کانادا ازدواج کرد. آن‌ها پنج سال بعد از یکدیگر جدا شدند. دی‌فرانکو در سال ۲۰۰۷ نخستین زایمان خود را در منزلش در بوفالو انجام داد و در ۲۰۰۹ میلادی با پدر فرزندش ازدواج کرد.